# Die Feuerzangenbowle
Die Feuerzangenbowle ist der Titel eines Romans aus dem Jahr 1933, der von Heinrich Spoerl verfasst wurde.  Der Roman wurde mehrfach verfilmt, wobei die Filmfassung von 1944 die bekannteste ist.

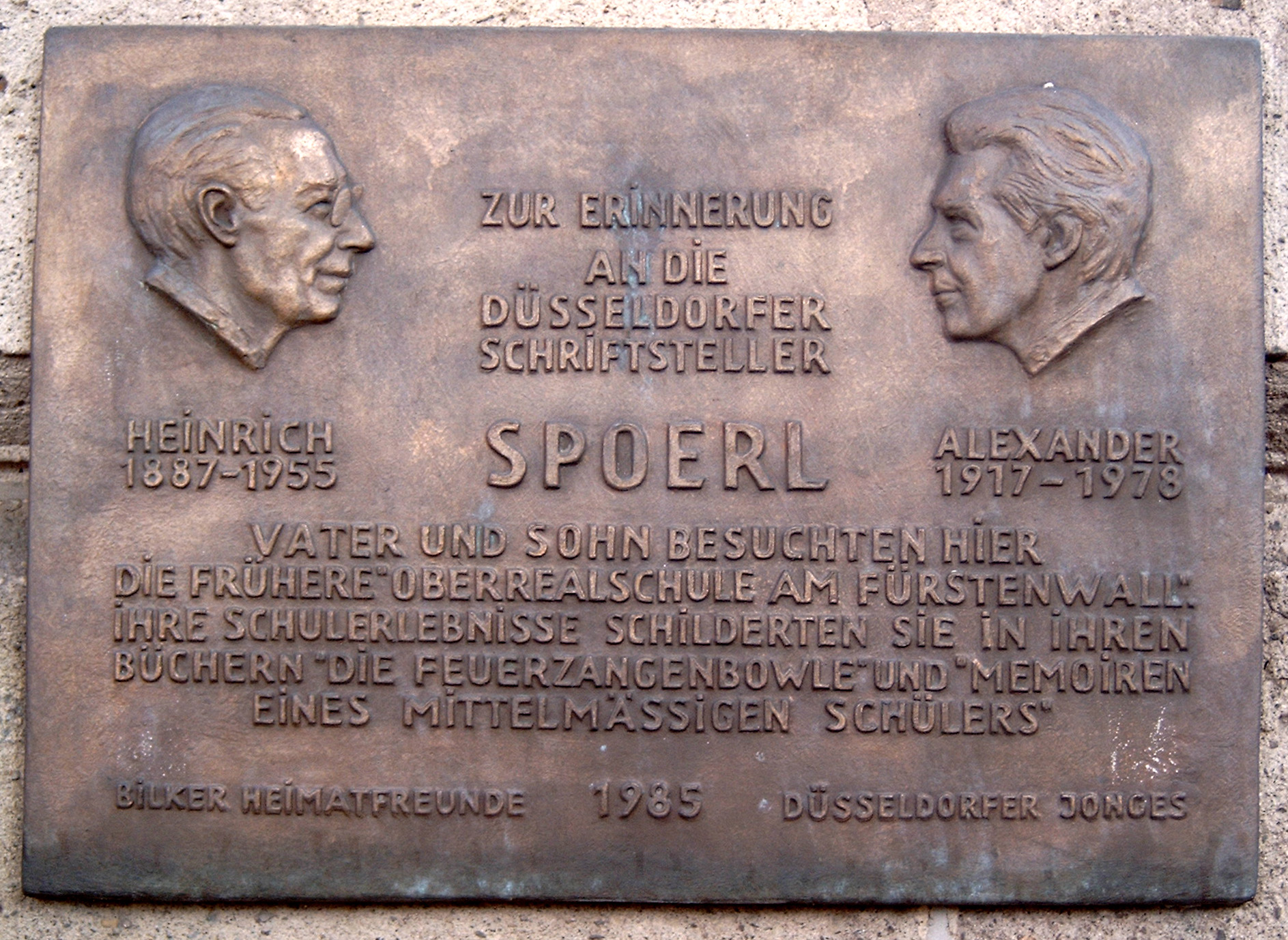
Gedenkplakette für die Schriftsteller Heinrich und Alexander Spoerl an ihrer früheren Schule in Düsseldorf

## Inhalt
Der Titel rührt daher, dass zu Beginn eine Herrenrunde bei einer Feuerzangenbowle Geschichten aus ihrer Schulzeit erzählt. Der junge erfolgreiche Schriftsteller Johannes Pfeiffer kann sich nicht vorstellen, welchen Spaß seine Freunde in der Schule hatten, denn er ist von einem Hauslehrer erzogen worden. Seine Freunde kommen auf die Idee, ihn noch einmal in eine richtige „Penne“ zu schicken. Jung zurechtgemacht soll er all die Späße erleben, die ihm in seiner Jugend verwehrt blieben. Johannes Pfeiffer spinnt die Gedanken seiner Freunde weiter, in welchen er den Lehrern Crey, genannt Schnauz, Bömmel und dem Direktor Knauer die verrücktesten Streiche spielt, und in der seine Freundin Marion versucht, ihn von dieser verrückten Idee abzubringen und ihn mit nach Haus zu nehmen. Doch Pfeiffer entscheidet sich anders und bleibt, weil er sich in Eva verliebt hat, die Tochter des Direktors. Seine Geschichte endet schließlich mit seinem provozierten Hinauswurf aus der Schule; er gibt sich als erfolgreicher Schriftsteller zu erkennen.

## Hintergrund und Entstehung

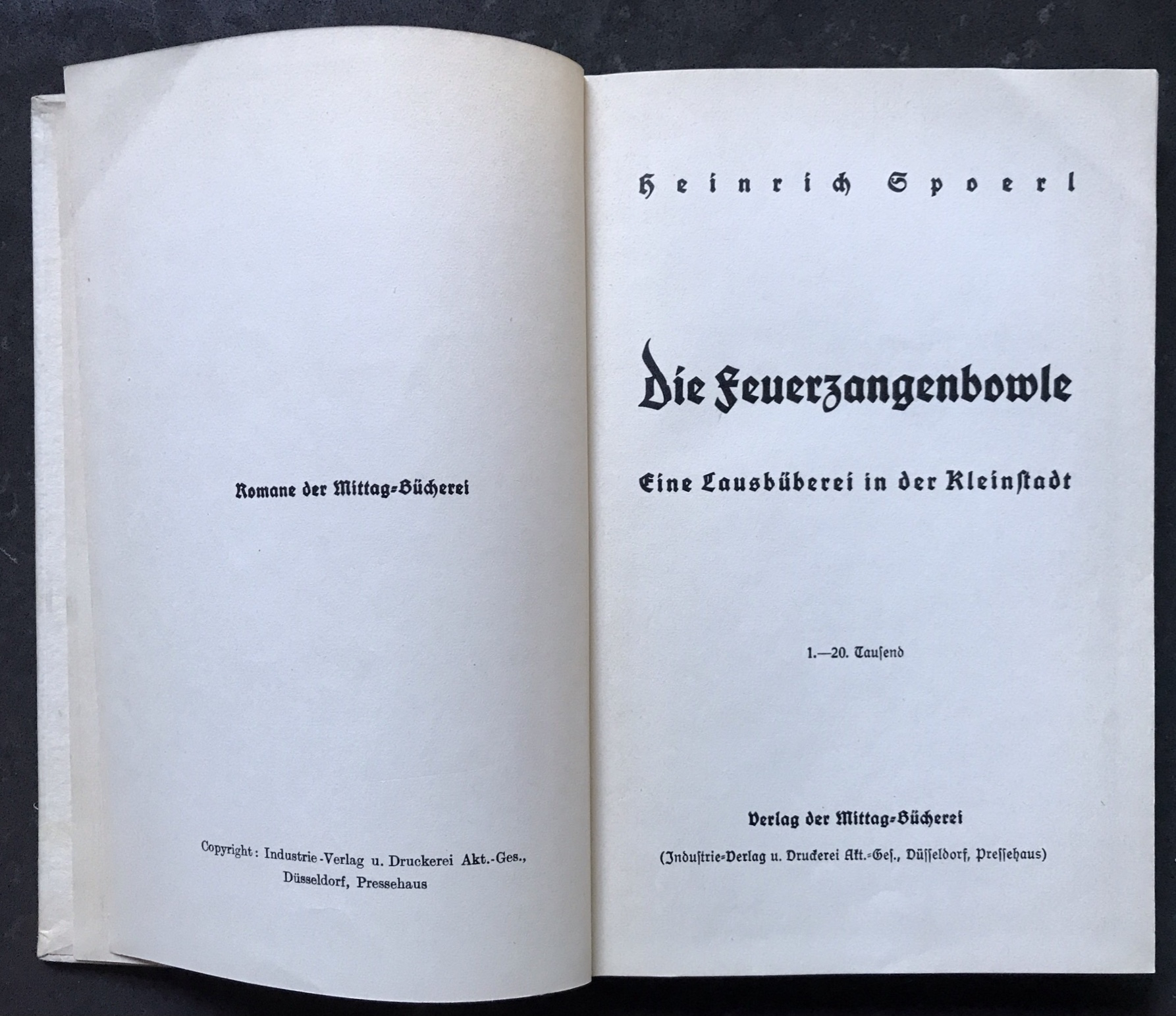
Erstausgabe „Die Feuerzangenbowle“

Spoerl versuchte sich bereits in den 1920er Jahren als Schriftsteller. 1926 erarbeitete er zusammen mit seinem Freund Hans Müller-Schlösser eine Fortsetzung von dessen Erfolgsstück Schneider Wibbel. 1928 entwarf er eine Kriminalkomödie mit dem Titel Der Seitensprung, die er ein Jahr später dem Schauspielhaus in Düsseldorf anbot. Nach der Ablehnung suchte er sich einen Arbeitspartner, der den Text theaterwirksam bearbeiten sollte. Dies war der Leipziger Satiriker und Humorist Hans Reimann, der die gemeinsame Fassung unter dem Titel Der beschleunigte Personenzug im Gustav Kiepenheuer Bühnenvertrieb unterbrachte. Danach arbeitete Spoerl an verschiedenen Projektideen und Entwürfen, wovon er Reimann in zahlreichen Briefen berichtete, darunter auch Der Maulkorb. Zu einer Zusammenarbeit kam es aber erst wieder während eines gemeinsamen Urlaubs am Starnberger See, wo unter anderem das Exposé für einen Tonfilm mit dem Arbeitstitel Der Flegel entstand. Reimann, der über gute Beziehungen verfügte, bot es mehreren Filmproduktionsfirmen an. Weil diese Pläne scheiterten, arbeitete Spoerl den Text zu einem Roman um, den er Die Feuerzangenbowle betitelte und für den er nur noch wenige Anregungen von Reimann übernahm, von denen er die meisten in einer späteren Auflage strich. Reimann glaubte nicht an den Erfolg des Romans und distanzierte sich davon. Tatsächlich bot ihn Spoerl zunächst ohne Erfolg mehreren Verlagen an. Erst 1933 gelang es seiner Ehefrau Trude aufgrund ihrer freundschaftlichen Beziehungen zur Düsseldorfer Verlegerfamilie Droste, den Text unterzubringen. Nach einem Abdruck im Mittag erschien die Buchausgabe der Feuerzangenbowle zunächst im Verlag der Mittag-Bücherei, Industrieverlag Düsseldorf, aus dem später der Droste Verlag hervorging; den Umschlag gestaltete Otto Pankok. Nach Spoerls Zeitungs- und Bucherfolg gelang es nun auch Reimann, eine Produktionsfirma für den Stoff zu interessieren. Ende 1933 erwarb Cicero-Film die Filmrechte. Das Drehbuch verfasste Reimann zusammen mit Robert A. Stemmle, dem Regisseur des Films, der wenige Monate später unter dem Titel So ein Flegel herauskam, mit Heinz Rühmann in einer Doppelrolle. Spoerl war daran nicht beteiligt.

## Rechtsstreit
Nach Spoerls Tod behauptete Hans Reimann in seiner Autobiografie Mein blaues Wunder (1959), Hauptverfasser der Feuerzangenbowle zu sein; er habe das Buch unter seinem Namen im Dritten Reich aus politischen Gründen nicht publizieren können und deshalb Spoerl als Strohmann vorgeschoben. Über die Urheberschaft entstand ein jahrelanger Rechtsstreit.

## Verfilmungen

### So ein Flegel, 1934
- Regie: Robert Adolf Stemmle
- Drehbuch: Hans Reimann, Robert Adolf Stemmle
- Darsteller: Heinz Rühmann, Ellen Frank, Inge Conradi, Franz Klebusch, Jakob Tiedtke, Annemarie Sörensen, Else Bötticher, Oskar Sima, Karl Platen, Rudolf Platte, Anita Mey, Rudolf Klicks

Das Drehbuch fußt nicht auf dem Roman, sondern auf dem von Spoerl und Reimann gemeinsam verfassten Filmexposé. Reimanns und Stemmles Version des Stoffes basiert auf dem Grundeinfall, dass der arrivierte, von Privatlehrern erzogene Schriftsteller Hans Pfeiffer, dessen neuestes Bühnenstück kurz vor der Premiere steht, mit seinem flegelhaften jüngeren Bruder, dem Oberprimaner Erich Pfeiffer, den Platz tauscht. Im Film wird dies parallelgeführt, bis am Ende der Flegel Erich sein heimliches Spießer- und Krämergemüt offenbart. Rühmann stellt in diesem Film beide Brüder Pfeiffer dar. Im Finale des Filmes stehen sie durch einen (längst bewährten) filmtechnischen Trick (Doppelbelichtung) gemeinsam am Premierenabend im Theater auf der Bühne.

### Die Feuerzangenbowle, 1944
- Regie: Helmut Weiss
- Drehbuch: Heinrich Spoerl, Heinz Rühmann
- Produzent: Heinz Rühmann
- Darsteller: Heinz Rühmann, Hilde Sessak, Karin Himboldt, Erich Ponto, Paul Henckels, Hans Leibelt, Lutz Götz, Hans Richter, Clemens Hasse

Diese Verfilmung mit Heinz Rühmann als Pfeiffer ist die bei Weitem bekannteste.

### Die Feuerzangenbowle, 1970
- Regie: Helmut Käutner
- Kamera: Igor Oberberg
- Darsteller: Walter Giller, Uschi Glas, Theo Lingen, Nadja Tiller, Gerd Lohmeyer, Fritz Tillmann, Willy Reichert, Hans Richter, Rudolf Schündler, Helen Vita, Wolfgang Lukschy

Der Film wurde in der Machart der zu dieser Zeit populären Lümmel-Filme aufgezogen, woran auch die Mitarbeit Käutners wenig ändern konnte. Der Humor hat wenig mit dem der beiden Vorgänger zu tun.

## Hörspiel
Am 16. Dezember 1938 strahlten der Deutschlandsender und der Reichssender Wien eine 90-minütige Hörspielfassung von Christian Bock aus.
Erstmals im Jahre 1970 strahlte der Bayerische Rundfunk Bernd Grashoffs 83-minütige Hörspielbearbeitung des Stoffes aus. Regie führte Heinz-Günter Stamm. Die Musik stammte von Raimund Rosenberger.
In den Hauptrollen: Hans Clarin als Johannes Pfeiffer, Fritz Rémond als Prof. Dr. Crey, Paul Verhoeven als Direktor Knauer, Margot Philipp als Eva, seine Tochter, Josef Meinertzhagen als Physiklehrer Bömmel, Thomas Piper als Ackermann, Günther Ungeheuer als Fridolin, Geschichtslehrer, Holger Ungerer als Knebel u. v. a. m.

## Theater und Musical
Im Jahr 2004 hatten eine Theaterinszenierung der Feuerzangenbowle in Düsseldorf-Bilk sowie eine Musicalversion in Neu-Isenburg Premiere.
Seit 2004 läuft Die Feuerzangenbowle jedes Jahr zwischen Weihnachten und Neujahr in der Komödie im Bayerischen Hof in München.
Seit Herbst 2006 wird Die Feuerzangenbowle im Coburger Landestheater aufgeführt.
Im September 2008 wurde Die Feuerzangenbowle in einer Inszenierung von Thomas Grahammer in Burgkirchen an der Alz als Co-Produktion vom Cabaret des Grauens und der ANTHA aufgeführt.
Im Sommer 2011 wurde Die Feuerzangenbowle in einer Inszenierung von Adelheid Müther bei den Burgfestspielen in Bad Vilbel aufgeführt.
Seit 2014 läuft das Stück regelmäßig an der Comödie Dresden mit Volker Zack in der Hauptrolle.
Im Dezember 2015: Aufführung der Feuerzangenbowle unter der Regie von Frank-Lorenz Engel in Frankfurt am Main im Fritz Rémond Theater.

## Veröffentlichungen
- Die Feuerzangenbowle. Eine Lausbüberei in der Kleinstadt. Droste Verlag, Düsseldorf 1933; 1974–2002 ebenda, ISBN 3-7700-0025-0
- Die Feuerzangenbowle. Eine Lausbüberei in der Kleinstadt. Piper Verlag, München u. Zürich 2002, ISBN 3-492-23510-7
- Die Feuerzangenbowle. Hörspielfassung des Bayerischen Rundfunks (1970) von Bernd Grashoff (1 CD), Der Hörverlag, München 2006, ISBN 978-3-89940-969-7
- Hörbuch: Götz Alsmann liest Die Feuerzangenbowle von Heinrich Spoerl. (4 CDs), Roof Music, Bochum 2003, ISBN 3-936186-34-0
- Die Feuerzangenbowle. Eine Lausbüberei in der Kleinstadt. In: Heinrich Spoerl’s Gesammelte Werke. R. Piper & Co., München 1963, S. 91–214.